# Charlie Bates
Charlie Bates (* 1994 in Essex) ist ein britischer Jazzmusiker (Piano, Komposition) und Orchesterleiter.

## Leben und Wirken
Bates wurde von seinen Großeltern für den Jazz begeistert; am Klavier erhielt er Unterricht bei Will Bartlett und trat dem Essex Youth Jazz Orchestra unter der Leitung des Saxophonisten Martin Hathaway bei. Während seines Jazzpiano-Studiums am Royal Birmingham Conservatoire bei Hans Koller und Percy Pursglove verlagerte er seinen Arbeitsschwerpunkt in Richtung Komposition. Am Konservatorium erhielt er erste Auszeichnungen, 2016 im Bereich Arrangement, ein Jahr später im Bereich Jazzvortrag; 2017 schloss er sein Studium mit dem Dean’s Award für seine außergewöhnliche künstlerische Leistung ab.
Als Eigenproduktion veröffentlichte Bates kurz darauf sein selbstproduziertes Debütalbum Silhouettes mit seiner eigenen Bigband, das von der Kritik als hervorragend bewertet wurde.  2019/20 war er Composer-in-Residence des National Youth Jazz Orchestra, mit dem er auch im Ronnie Scott’s Jazz Club auftrat. Während des Covid-19-Lockdowns produzierte er für die Royal Albert Hall ein 30-minütiges Jazz for Kids-Programm als Teil der Royal-Albert-Home-Reihe.
2021 komponierte Bates für die NDR-Bigband das Programm People, Places and Things. Darüber hinaus verfasst er Musik für Fernsehen und Medien und hatte als Pianist Auftritte überall in Europa. Weiterhin unterrichtet er am Hockerill Anglo European College in Hertfordshire, dessen Bigband er auch leitet.

## Preise und Auszeichnungen
2017 wurde Bates mit dem Dankworth Award for Jazz Composition ausgezeichnet. Es folgten der Eddie Harvey Arranger of the Year Award 2021 und der Ivor Novello Award.